# Полє (Добринь)
45°08′ пн. ш. 14°38′ сх. д. / 45.13° пн. ш. 14.63° сх. д.
Полє (хорв. Polje) — населений пункт у Хорватії, у Приморсько-Горанській жупанії у складі громади Добринь.

## Населення
Населення за даними перепису 2011 року становило 300 осіб.
Динаміка чисельності населення поселення:

## Клімат
Середня річна температура становить 14,09 °C, середня максимальна – 26,60 °C, а середня мінімальна – 2,28 °C. Середня річна кількість опадів – 1234 мм.
| Клімат поселення                              | Клімат поселення | Клімат поселення | Клімат поселення | Клімат поселення | Клімат поселення | Клімат поселення | Клімат поселення | Клімат поселення | Клімат поселення | Клімат поселення | Клімат поселення | Клімат поселення | Клімат поселення |
| Показник                                      | Січ.             | Лют.             | Бер.             | Квіт.            | Трав.            | Черв.            | Лип.             | Серп.            | Вер.             | Жовт.            | Лист.            | Груд.            |                  |
| Середній максимум, °C                         | 9,52             | 9,87             | 12,82            | 15,64            | 20,63            | 24,72            | 26,60            | 26,49            | 22,22            | 17,78            | 12,99            | 10,13            |                  |
| Середня температура, °C                       | 5,89             | 6,24             | 9,21             | 12,02            | 17,01            | 21,10            | 23,48            | 23,37            | 19,09            | 14,67            | 9,88             | 7,01             |                  |
| Середній мінімум, °C                          | 2,28             | 2,63             | 5,57             | 8,41             | 13,39            | 17,49            | 20,37            | 20,27            | 15,99            | 11,56            | 6,77             | 3,91             |                  |
| Норма опадів, мм                              | 98               | 80               | 82               | 84               | 85               | 93               | 52               | 74               | 144              | 162              | 157              | 123              |                  |
| Середньомісячна швидкість вітру, м/с          | 2.89             | 3.03             | 3.09             | 2.90             | 2.61             | 2.49             | 2.50             | 2.49             | 2.59             | 2.84             | 3.17             | 3.14             |                  |
| Середньомісячна сонячна радіація, кДж/м²·день | 4464             | 7228             | 10597            | 15128            | 19412            | 21178            | 22622            | 19510            | 14221            | 9150             | 4889             | 3765             |                  |
| --------------------------------------------- | ---------------- | ---------------- | ---------------- | ---------------- | ---------------- | ---------------- | ---------------- | ---------------- | ---------------- | ---------------- | ---------------- | ---------------- | ---------------- |
| Джерело:                                      |                  |                  |                  |                  |                  |                  |                  |                  |                  |                  |                  |                  |                  |